# سانتي بالاسيوس
سانتي بالاسيوس (بالإسبانية: Santi Palacios)‏ هو مصور أخبار إسباني، ولد في 1985 في مدريد في إسبانيا.

## وصلات خارجية
- الموقع الرسمي